# Risbystudierne
Risbystudierne er Nordisk Films filmstudier i Risby som Novaris åbnede i 1960.
Iværksætteren var filminstruktøren Peer Guldbrandsen som slog til da Ny Risbygård, en forhenværende landbrugsejendom og gartneri, blev til salg. Stedet var egnet til filmproduktion, både på grund af den ugenerte beliggenhed med kort afstand til København, og fordi de høje ladebygninger ville være velegnede til studiebrug.
Det krævede en større investering med kapital som blandt andet kunne rejses ved at bortforpagte gårdens 17 tønder land, der stadig hørte til.
Den første film indspillet på Risbystudierne var ”Skibet er ladet med (1960). Senere blev film som Harry og kammertjeneren (1961) og Et døgn uden løgn (1963) indspillet i de tidlige Risbystudierne hvor forholdene var primitive.
Efter en stor brand i 1964 blev studierne genopbygget og udbygget. Det var derefter Nordens største og mest moderne filmstudie. Ved siden af Novaris egne produktioner blev faciliteterne udlejet til, både danske
og udenlandske produktioner. I slutningen af 1960'erne indspillede Novaris både folkekomedier med Dirch Passer og Ole Søltofts sexfilm. Novari gik i konkurs 1971. Herefter fulgte en række ejere, indtil Nordisk Film overtog Risbystudierne i 1982. De fungerede til at begynde med som hjælpefacilitet til studierne i Valby. Men flere og flere spillefilmproduktioner blev lagt ud i Risby, og Valby studierne tog sig af tv-produktioner.
Film som Kampen om den røde ko, Dansen med Regitze, Jydekompagniet og Krummerne 2 - Stakkels Krumme og Tv-serier som
Landsbyen, Bryggeren, Strisser på Samsø, Forsvar og Badehotellet er alle optaget i Risby
|  | Denne artikel om en bygning eller et bygningsværk kan blive bedre, hvis der indsættes et (bedre) billede. Du kan hjælpe ved at afsøge Wikimedia Commons for et passende billede eller lægge et op på Wikimedia Commons med en af de tilladte licenser og indsætte det i artiklen. |

55°41′17″N 12°19′43″Ø / 55.688014°N 12.32855°Ø